# Digon
| Månskäror avgränsas av två storcirklar: dels den storcirkel som skiljer den synliga halvan från den dolda och dels den storcirkel (terminatorn) som skiljer den solbelysta halvan från den icke solbelysta. |  | Månskäror avgränsas av två storcirklar: dels den storcirkel som skiljer den synliga halvan från den dolda och dels den storcirkel (terminatorn) som skiljer den solbelysta halvan från den icke solbelysta. |
| Månskäror avgränsas av två storcirklar: dels den storcirkel som skiljer den synliga halvan från den dolda och dels den storcirkel (terminatorn) som skiljer den solbelysta halvan från den icke solbelysta. |  | |

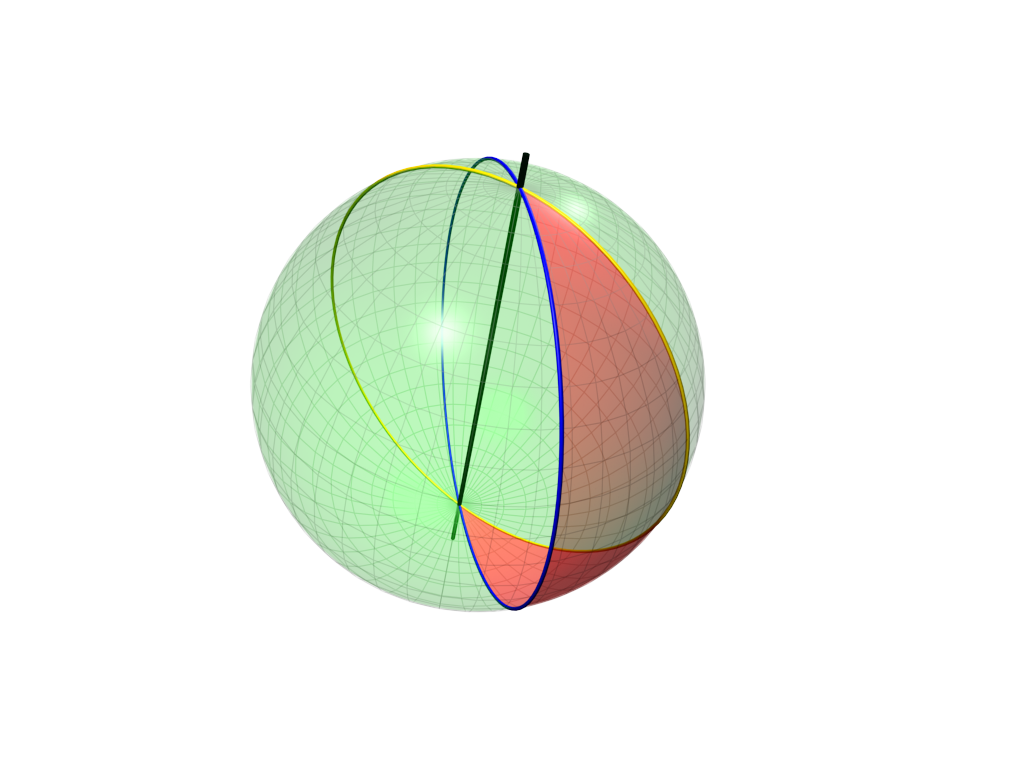
En sfärisk digon avgränsad av två storcirkelbågar.

Den euklidiska digonen AB.

Digon (från grekiska διγωνον digonon "tvåhörning", av δι- di- "två-" och γωνία gonia "hörn") eller biangel (latin bis, "två" och angulus "hörn" eller "vinkel") används ofta som beteckning för en "tvåhörning" inom sfärisk geometri, men en allmänt vedertagen svensk beteckning saknas. Även benämningen månskära, jämför engelska (spherical) lune, har använts.
Inom Euklidisk plangeometri anses en digon vara en degenererad polygon, ett linjesegment. De båda hörnvinklarna i linjesegmentets ändpunkter är lika med noll (0°) och de båda "sidorna" utgörs av segmentets båda sidor. Antalet sidor är lika med antalet hörn och formeln för vinkelsumman hos en polygon gäller tack vare denna "något krystade" definition för den plangeometriska digonen.
Digonens Schläfli-symbol är {2}.

## Sfäriska digoner
En sfärisk digon definieras av två storcirklar, vilka skär varandra i två diametralt motsatta antipoder: digonens hörn. De båda hörnvinklarna är lika stora (och har samma värde som vinkeln mellan de båda storcirkelplanen). 
Digonens båda sidor har samma längd: på en enhetssfär är sidlängden lika med {\displaystyle \pi } och på en sfär med radien {\displaystyle R} är sidlängden {\displaystyle \pi \cdot R}
Arean {\displaystyle A} ges av:
{\displaystyle A={\frac {\alpha }{2\pi }}\cdot 4\pi \cdot R^{2}=2\alpha \cdot R^{2}}
där {\displaystyle \alpha } är hörnvinkeln och {\displaystyle R} är sfärens radie. Hörnvinkeln tar upp {\displaystyle \alpha } av ett helt varv, {\displaystyle 2\pi }, och digonen täcker såunda {\displaystyle {\frac {\alpha }{2\pi }}} av sfärens totala area, vilken är {\displaystyle 4\pi \cdot R^{2}}.
På en enhetssfär (med {\displaystyle R=1}) är arean:
{\displaystyle A=2\alpha }
På samma sätt är volymen {\displaystyle V} av den "klyfta" som begränsas av digonen och de båda storcirkelplanen lika med
{\displaystyle V={\frac {2}{3}}\alpha \cdot R^{3}}
eftersom  volymen är {\displaystyle {\frac {\alpha }{2\pi }}} av sfärens totala volym, vilken är {\displaystyle {\frac {4\pi }{3}}\cdot R^{2}}.

### "Kolunära" trianglar

De tre kolunära trianglarna (, och) till (blå) är markerade med gult.

De fyra paren av inbördes kongruenta trianglar har i figuren givits varsin färg.

Om en tredje storcirkel skär digonens sidor delas den i två sfäriska trianglar. Dessa trianglar används i en del härledningar inom sfärisk trigonometri (som Girards sats och Napiers analogier). De kallas co-lunar triangles på engelska, men saknar vedertagen beteckning på svenska. Här kallas de "kolunära trianglar" som direkt försvenskning av det engelska uttrycket.
Betrakta den kolunära triangeln (figur till höger) {\displaystyle \triangle A'BC} till {\displaystyle \triangle ABC} som har sidan {\displaystyle {\overline {BC}}} och hörnen {\displaystyle B} och {\displaystyle C} gemensamma med {\displaystyle \triangle ABC} medan hörnet {\displaystyle A'} är diametralt motsatt {\displaystyle A}. Om sidlängderna för {\displaystyle \triangle A'BC}  betecknas {\displaystyle a''}, {\displaystyle b''} och {\displaystyle c''} och hörnvinklarna {\displaystyle \alpha ''}, {\displaystyle \beta ''} och {\displaystyle \gamma ''} har vi:
{\displaystyle {\begin{alignedat}{3}a&=a'',&b&=\pi -b'',&c&=\pi -c'',\\\alpha &=\alpha '',&\qquad \beta &=\pi -\beta '',&\qquad \gamma &=\pi -\gamma ''\end{alignedat}}}
Motsvarande gäller för de kolunära trianglarna {\displaystyle \triangle AB'C} (som har sidan {\displaystyle {\overline {AC}}} gemensam) och {\displaystyle \triangle ABC'} (som har sidan {\displaystyle {\overline {AB}}} gemensam).
Om man kan visa att en formel som gäller för sidlängderna och hörnvinklarna i {\displaystyle \triangle ABC} även gäller med sidlängderna och hörnvinklarna för en till {\displaystyle \triangle ABC} kolunär triangel har man visat att den gäller för alla de åtta trianglar som definieras av de tre storcirklarna. Dessa åtta trianglar är parvis kongruenta eftersom, exempelvis, både {\displaystyle \triangle ABC} och den diametralt motstående {\displaystyle \triangle A'B'C'} har samma hörnvinklar och sidlängder. Tre storcirklar definierar sålunda fyra par av kongruenta trianglar på en sfärs yta, vilka representeras av vardera {\displaystyle \triangle ABC}, {\displaystyle \triangle A'BC}, {\displaystyle \triangle AB'C} respektive {\displaystyle \triangle ABC'} - det vill säga av en triangel och de tre med denna kolunära trianglarna.

### Hosoeder
En tessellation av en sfär i digoner kallas hosoeder (grekiska οσόεδρο, osoedro, "mångsiding", från οσόσ osos, många). Beteckningen härstammar från den italienske astronomen och matematikern Vito Caravelli som behandlade den i tredje boken (De Hosoedris) av Archimedis theoremata 1751. Är digonerna likstora kallas hosoedern regelbunden och digonernas hörnvinklar är {\displaystyle {\frac {2\pi }{n}}}, där {\displaystyle n} anger antalet sidor (=digoner). Denna hosoeders Schläfli-symbol är {2,n}.
| 2 | 3 | 4 | 5 | 6 | 7 | 8 | 9 | 10 |
| - | - | - | - | - | - | - | - | -- |
|   |   |   |   |   |   |   |   |    |